# Бабко Анатолій Кирилович
Анато́лій Кири́лович Бабко́ (15 жовтня 1905 , Анжеро-Судженськ, Томська губернія  — 7 січня 1968 , Київ ) — український хімік-аналітик, академік АН УРСР (1957).

## Біографія
Народився 15 жовтня 1905 року в селі Судженське Томської губернії (нині Кемеровська область Російської Федерації).
Закінчив хімічний факультет Київського політехнічного інституту (1927). З 1928 року навчався в аспірантурі під керівництвом відомого хіміка-аналітика професора М. О. Тананаєва. Завідувач відділу аналітичної хімії Інституту загальної та неорганічної хімії АН УРСР (1941—1968), професор. З 1944 року — водночас завідувач кафедри аналітичної хімії Київського університету.
Був членом КПРС з 1940 року.
Помер 7 січня 1968 року.

## Наукова діяльність
Наукові дослідження присвячені проблемам хімії комплексних сполук, теорії та практиці хімічного аналізу. Вивчав рівноваговий стан комплексних сполук у розчинах. Обґрунтував загальні положення східчастої дисоціації у розчинах. Розробив методику визначення складу комплексів, що містяться у розчині. Велике практичне значення мають його дослідження у галузі потрійних комплексів, що утворюються в системі Іон металу — ліганд — органічна основа, а також дослідження каталітичних реакцій.
Бабко створив київську школу хіміків-аналітиків, досягнення якої відомі далеко за межами України, брав участь у роботі Міжнародного союзу по теоретичній і прикладній хімії. Він автор понад 400 наукових робіт, підручника з аналітичної хімії «Количественный анализ». Головний редактор «Українського хімічного журналу» у 1958—1968 роках.
Бабко розробив ряд методів аналізу, які широко використовувалися пізніше: титрометричний метод визначення кремнієвої кислоти у силікатах, вапняковий метод визначення лужних металів у силікатах та гірських породах, фотометричний метод визначення церію тощо. Головною справою його життя стало вивчення комплексних сполук та їх застосування в аналітичній хімії. Як зазначає Ігор Шаров у своїй книжці «100 видатних імен України», він довів, що стійкість та дисоціація утворених комплексних сполук залежить від кислотності розчину. Утворення комплексних сполук різної стійкості в той час ще недостатньо використовувалося для аналізу складних об'єктів. Неодноразово робилися спроби застосувати утворення малодисоціюючих груп для прямого титрування. Головну трудність при цьому становить східчаста дисоціація комплексних сполук. Анатолій Кирилович експериментально, в циклі роботи з вивчення оксалатних комплексів алюмінію, довів східчастий характер утворення комплексних сполук. Особливе значення в аналітичній хімії має утворення нерозчинних комплексних сполук. Анатолій Кирилович довів, що з органічних реагентів найбільше значення мають ті, що дають внутрікомплексні сполуки. Окрім використання самого процесу утворення комплексних сполук для реакцій осадження і розчинення, він вказав на застосування вже готових комплексних сполук як осаджувачів. Він наголошував на великому значенні розчинності численних комплексних сполук в органічних розчинниках для аналітичної хімії. А. К. Бабко багато зробив для розширеного застосування екстракції в аналітичній хімії.
Основний напрям наукових досліджень Бабка — хімія забарвлених комплексних сполук і застосування їх у колориметрії. Його дослідження процесів комплексоутворення в розчинах стосуються не лише аналітичної, а й неорганічної і фізичної хімії. Розроблені Бабком методи аналізу комплексних сполук на основі вивчення оптичної густини розчинів та інших властивостей лягли в основу нової галузі фізико-хімічного аналізу комплексних іонних сполук. Ці методи широко застосовуються в промисловості.

## Твори
- Физико-химический анализ комплексных соединений в растворах. — К., 1955.